# Кобылина, Мария Михайловна
Кобылина Мария Михайловна (17 октября 1897, Бугуруслан — 24 августа 1988, Москва) — советский археолог, доктор искусствоведения, профессор, старший научный сотрудник Института истории материальной культуры АН СССР, руководитель Фанагорийской экспедиции (1947—1975), профессор Московского государственного университета, специалист по античному искусству, аттической скульптуре эпохи архаики.

## Биография
Родилась в семье ремесленника. Училась в Бугурусланской городской женской гимназии, окончив ее с золотой медалью в 1917 году. В 1922 году окончила Самарский государственный университет (историческое отделение). Одновременно работала помощником заведующего кабинетом археологии и искусства при университете. В 1923 году переехала в Москву. Работала ассистентом кафедры теории и истории искусства 2-го Московского университета. В 1924 году устроилась на работу в Музей изобразительных искусств (ныне — ГМИИ им. А. С. Пушкина) работала помощником хранителя Отдела Востока, затем перешла в Античный подотдел Отдела Древнего мира, поступила в аспирантуру РАНИОН. В 1926—1927 годах была временным сотрудником Государственной академии художественных наук, работая в Секции пространственных искусств, исполняя обязанности секретаря Музейной и Скульптурной комиссий. С 1926 года участвовала в археологических экспедициях в Ольвии под руководством Б. В. Фармаковского, на Таманском полуострове. В 30-х годах работала в экспедициях ГМИИ в Камыш-Буруне, Хараксе и Фанагории под руководством В. Д. Блаватского. Читала лекции по истории античного искусства на искусствоведческом отделении МГУ и в ИФЛИ.
В 1929 году защитила кандидатскую диссертацию «Истоки аттической скульптуры». Работала в ГМИИ в должности старшего научного сотрудника. С 1936 — заведующая Античным подотделом Отдела Древнего мира. Участник археологических экспедиций в Турции, Италии, Египте, Югославии, Албании и Болгарии.
Во время войны была эвакуирована в Свердловск, затем в Ашхабад, где продолжала преподавать. В эвакуации в 1941—1942 годах была и. о. заведующего кафедрой искусствоведения (общего искусствознания) филологического факультета МГУ, в 1941—1950 годах — профессор кафедры. В 1944 году вернулась в Москву, продолжая работать в ГМИИ (до 1946 года) и МГУ. В 1945 году защитила докторскую диссертацию «Аттическая школа греческой скульптуры», посвященную скульптуре Аттики VII—VI вв. до н. э.
С 1944 года — старший научный сотрудник Института истории материальной культуры АН СССР. Принимала участие в археологических экспедициях в Пантикапей и Орик, в 1947—1975 годах возглавляла Фанагорийскую экспедицию. С 1947 года — профессор МГУ.

## Научная деятельность
Сфера научных интересов — история античного искусства, эволюция античной скульптуры.
В 30-е годы на научную деятельность оказывала влияние специфика работы музейного сотрудника. В этот период появляются публикации ряда памятников из собрания ГМИИ: головы богини из собрания В. С. Голенищева, статуи правителя древней Горгиппии Неокла и проч. Из курса лекций, прочитанных в МГУ и ИФЛИ, сформировалась книга «Искусство древнего Рима» (1939), первое в отечественной историографии специальное исследование на эту тему. Автор следует хронологическому принципу, описывая возникновение римского искусства, его развитие в эпоху поздней Республики, особенности искусства эпохи Принципата, искусство эпохи Флавиев, Траяна и Адриана, эволюцию искусства второй половины II века н. э. и III века н. э.
В 1953 году была опубликована докторская диссертация «Аттическая скульптура VII и VI вв. до н. э.», которая также являлась первым специальным исследованием архаической греческой пластики в СССР. Аттическая школа скульптуры являлась одной из наиболее значительных в классической Греции. Ее представителями были Фидий, Алкамен, Агоракрит, Пракситель. В работе исследуются истоки аттического искусства, рассматриваются древнейшие образцы аттической скульптуры. Характеризуется развитие скульптуры в эпоху Солона, при тирании, в эпоху Клисфена, греко-персидских войн и в период высокой классики.
Будучи археологом, активно изучавшим материальную культуру Северного Причерноморья, М. М. Кобылина предпринимает исследование, посвященное метрополии многих боспорских городов — Милета, одного из крупнейших ионийских греческих полисов Малой Азии. Его истории и памятникам посвящена книга «Милет» (1965), обобщившая сведения археологических источников и письменной традиции об истории и архитектуре этого города, выведшего, по свидетельству Плиния Старшего, 90 колоний, в том числе и в Северное Причерноморье (Ольвия, Пантикапей и Феодосия). В работе рассматривается архитектура и скульптура архаического Милета, милетская керамика, градостроительная деятельность Гипподама Милетского, связи Милета с Северным Причерноморьем и градостроительство Милета в эллинистическо-римский период. В книге дается исторический очерк, охватывающий всю историю Милета с древнейших времен, обзор археологических раскопок Милета и подробная характеристика его памятников, в основном времени расцвета города, то есть VI в. до н. э.

## Основные работы
- Статуя пьяной старухи. К вопросу о Мироне и эллинистическом реализме // Искусство. 1937. № 1. С. 71-85.
- Искусство Древнего Рима. М., Л.: Искусство, 1939. 156 с.
- Открытия в Олинфе // ВДИ. 1939. № 3. С. 200—210.
- Краснофигурная пелика Ялтинского музея // КСИИМК. Вып. 14. 1947. С. 53-60.
- Новый памятник Боспорского искусства — стела Агафа // ВДИ. 1948. № 4. С. 85-90.
- Статуэтка «Медведицы» с о. Березани // ВДИ. 1948. № 3. С. 163—166.
- Фанагорийская экспедиция // КСИИМК. 1949. Вып. 27. С. 46-51.
- Терракоты Фанагории местного производства // ВДИ. 1949. № 2. С. 107—113.
- Аттическая скульптура VII—V века до н. э. М.: Изд-во Моск. ун-та, 1953. 144 с.
- Раскопки Фанагории // КСИИМК. Вып. 51. 1953. С. 122—127.
- О позднеэллинистической коропластике Пантикапея // КСИИМК. Вып. 75. 1959.
- Терракотовые статуэтки Пантикапея и Фанагории. М.: Изд-во Акад. наук СССР, 1961. 182 с.
- Милет. М.: Наука, 1965. 202 с.
- Античная скульптура Северного Причерноморья. М.: Наука, 1972. 33 с.
- Изображения восточных божеств в Северном Причерноморье в первые века н. э. М.: Наука, 1978. 215 с.
- Фанагория. М.: Наука, 1989. 123,[4] с.